# Newton (Massachusetts)
Newton – miasto w stanie Massachusetts, w hrabstwie Middlesex.
W mieście rozwinął się przemysł elektroniczny, elektrotechniczny, odzieżowy, włókienniczy oraz chemiczny.

## Geografia
W skład Newton wchodzi 13 wiosek:
- Auburndale,
- Chestnut Hill,
- Newton Centre,
- Newton Corner,
- Newton Highlands,
- Newton Lower Falls,
- Newton Upper Falls (obie nad Charles River),
- Newtonville,
- Nonantum (często zwany „The Lake”),
- Oak Hill,
- Thompsonville,
- Waban,
- West Newton.